# ناتالي لافي
ناتالي لافي (بالفرنسية: Nathalie Levy)‏ هي مقدمة برامج إذاعية وصحفية ومذيعة أخبار ومقدمة تلفزيونية فرنسية، ولدت في 22 نوفمبر 1976.